# Myriam Kloster
Myriam Kloster est une ancienne joueuse française de volley-ball née le 4 août 1989 à Montreuil (Pas-de-Calais). Elle mesure 1,88 m et jouait au poste de centrale.
Elle est internationale française avec 52 sélections.

## Biographie

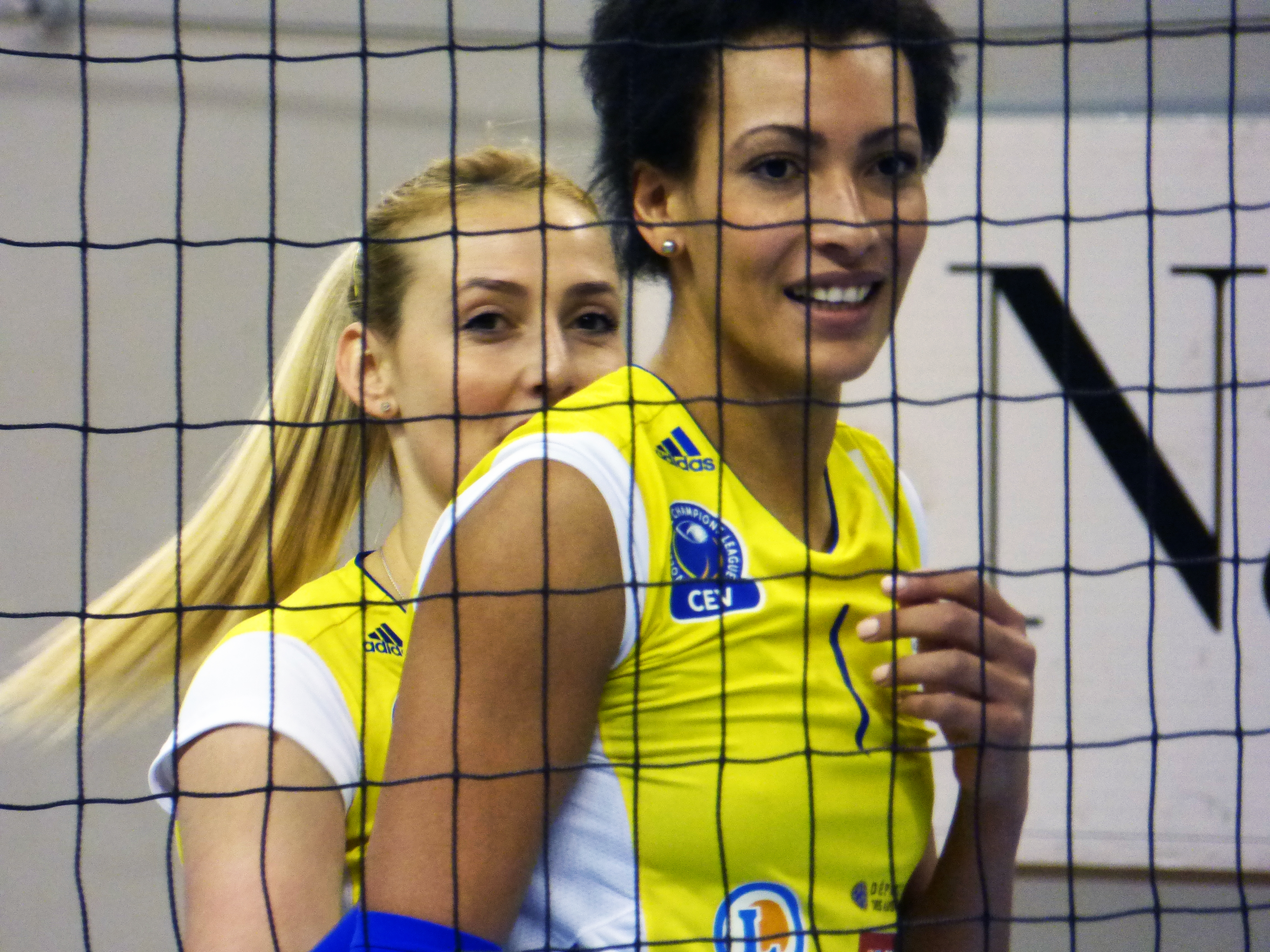
Avec le RC Cannes en 2017.

Kloster a été désignée ambassadrice pour la saison 2013/2014 par la Ligue nationale de volley et ambassadrice du volley pour les 24h du sport féminin, organisées par le ministère.
Elle dispute, en 2013-2014, la Challenge Cup (3e Coupe d'Europe), avec son club de l'ES Le Cannet-Rocheville et remporte avec ce club en 2015 la Coupe de France, aux dépens du RC Cannes, tenant du titre depuis 2003.
À la fin de cette saison, elle quitte Le Cannet pour le RC Cannes. Son contrat avec le club cannois porte sur deux saisons.
Après deux saisons au Pays d'Aix Venelles VB, Kloster annonce en avril 2022 arrêter sa carrière de joueuse.

## Clubs
| Club                    | Pays   | De        | À         |
| ----------------------- | ------ | --------- | --------- |
| IFVB                    | France | 2003-2004 | 2006-2007 |
| Gazélec Béziers VB      | France | 2007-2008 | 2007-2008 |
| ASPTT Mulhouse          | France | 2008-2009 | 2010-2011 |
| Pays d'Aix Venelles VB  | France | 2011-2012 | 2012-2013 |
| ES Le Cannet-Rocheville | France | 2013-2014 | 2014-2015 |
| RC Cannes               | France | 2015-2016 | 2019-2020 |
| Pays d'Aix Venelles VB. | France | 2020-2021 | 2021-2022 |

## Palmarès

### Sélection nationale
Aucun

### Clubs
- Championnat de France (1)
  - Vainqueur : 2019.
  - Finaliste : 2009, 2010, 2011, 2015, 2016, 2018.
- Coupe de France (3)
  - Vainqueur : 2015, 2016, 2018.
  - Finaliste : 2009, 2010.
- Supercoupe de France (2)
  - Vainqueur : 2014, 2019.
  - Finaliste : 2015, 2016.

### Récompenses individuelles
| - 2009 : Ligue européenne — Meilleure serveuse - 2010 : Championnat de France Division AF — Meilleure espoir - 2012 : Ville d'Aix-en-Provence — Sportive de l'année - 2015 : Championnat de France Division AF — Meilleure joueuse - 2015 : Championnat de France Division AF — Meilleure contreuse | - 2015 : Championnat de France Division AF — Meilleure centrale - 2017 : Championnat de France Division AF — Meilleure contreuse - 2018 : Championnat de France Division AF — Meilleure centrale - 2019 : Championnat de France Division AF — Meilleure contreuse - 2019 : Championnat de France Division AF — Meilleure centrale |